# دينيس برنارد
دينيس برنارد هو منتج أفلام وممثل كندي، ولد في 6 ديسمبر 1957 في كندا.

## وصلات خارجية
- دينيس برنارد على موقع IMDb (الإنجليزية)
- دينيس برنارد على موقع ألو سيني (الفرنسية)
- دينيس برنارد على موقع أول موفي (الإنجليزية)
- دينيس برنارد على موقع قاعدة بيانات الأفلام السويدية (السويدية)
- دينيس برنارد على موقع قاعدة بيانات الفيلم (الإنجليزية)
- دينيس برنارد على موقع كينوبويسك (الروسية)